# Anholt

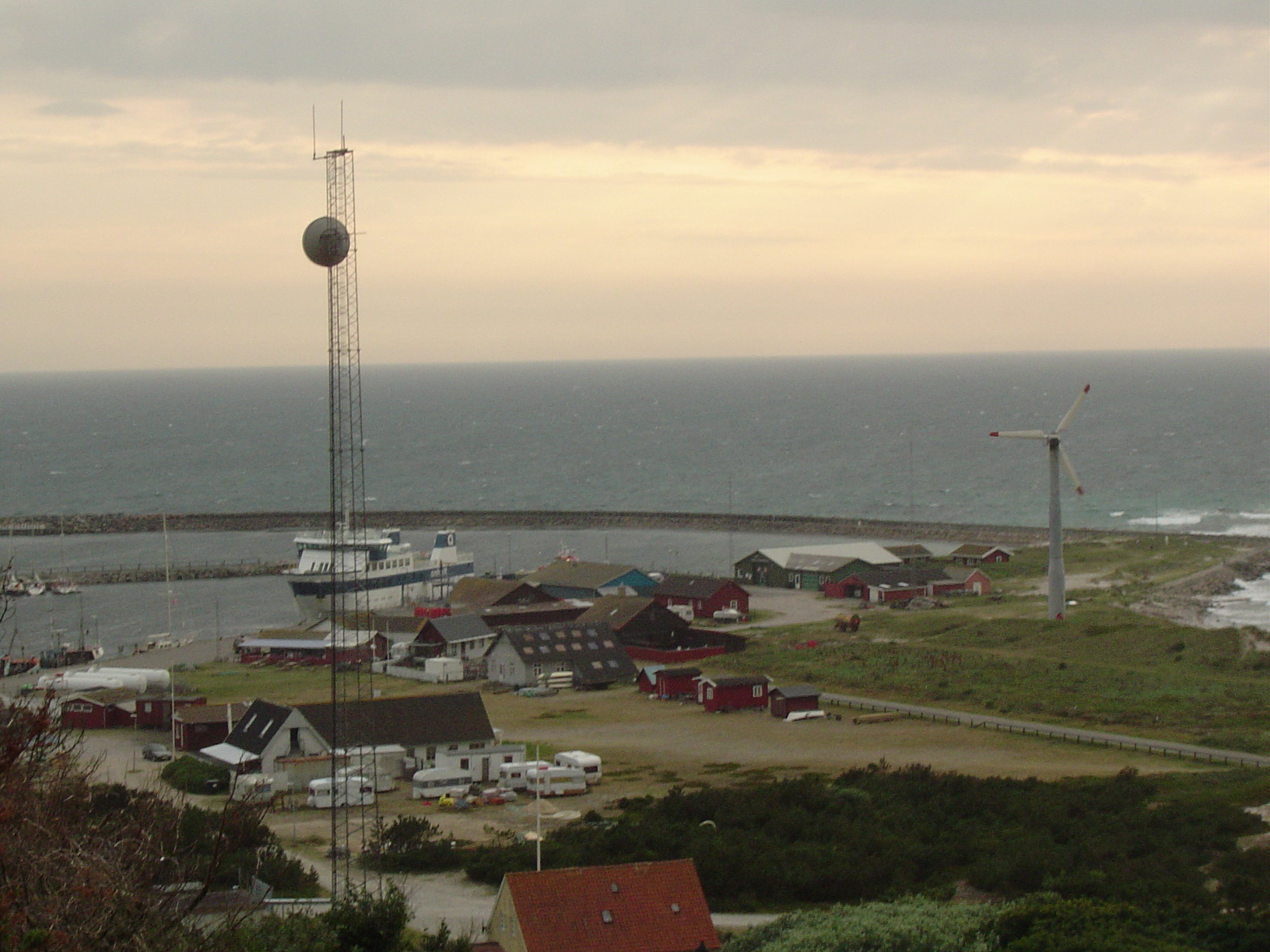
Porto de Anholt

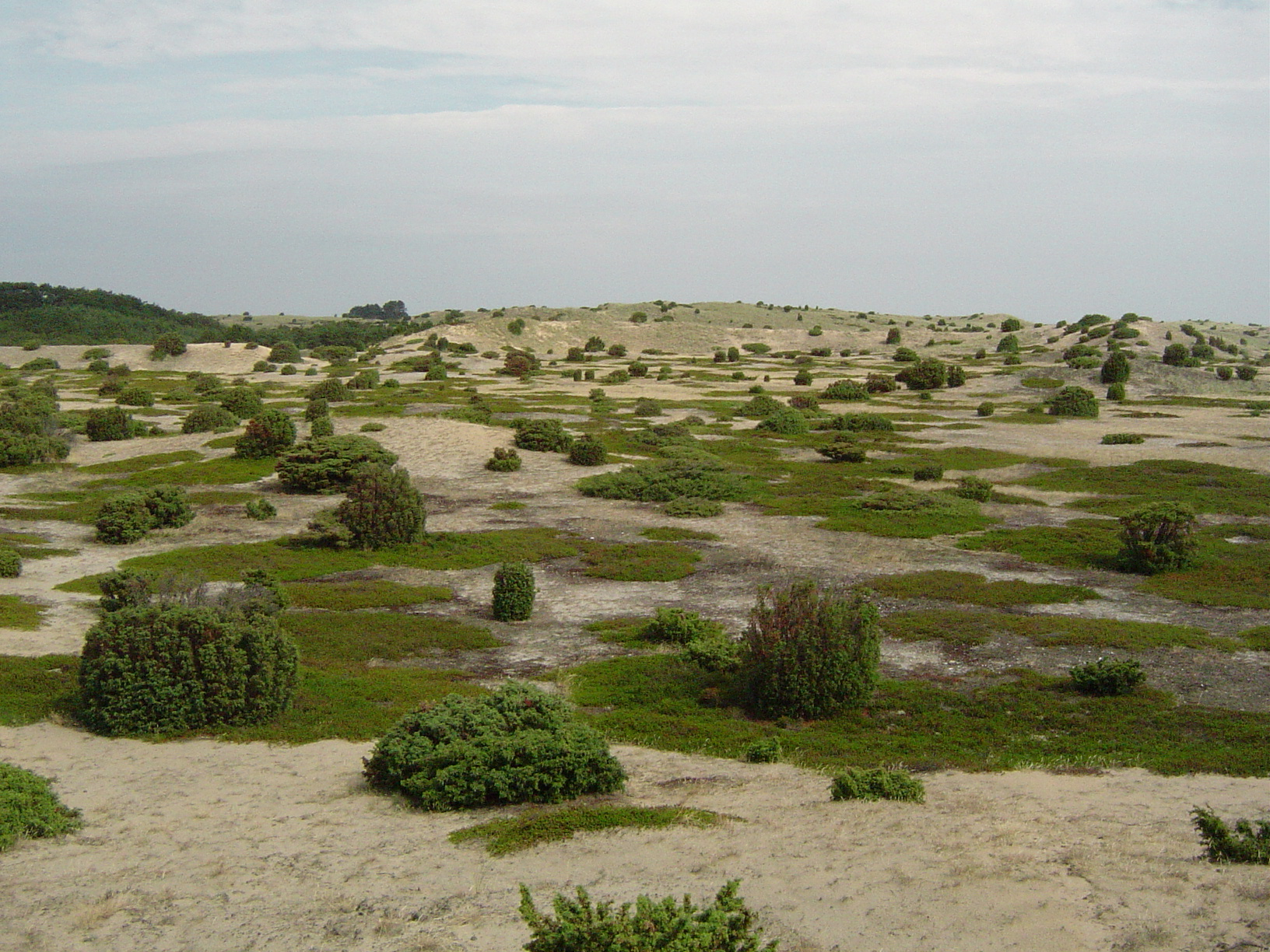
O "deserto" de Anholt

Anholt é uma ilha dinamarquesa situada no Categate. Com uma área de 21,75 km², possui cerca de 160 habitantes e pertence ao município de Grenå. Com a reforma municipal que ocorreu na Dinamarca em 2007, Anholt pertence agora ao município de Norddjur, desde 1 de Janeiro de 2007.

## História
Historicamente, a ilha pertencia à paróquia de Morup, na província de Halland. Por consequência, fazia parte de Dinamarca quando esta província era pertencente à Dinamarca. Embora o Tratado de Roskilde tivesse entregue Halândia à Suécia, Anholt foi deixada fora do tratado e permaneceu na posse da Dinamarca. Uma lenda conta que um copo de cerveja teria ficado sobre a ilha no mapa das negociações. Outra explicação seria a que a ilha não teria sido conquistada pela Suécia e a sua posse não foi posta em causa. A ilha Bornholm encontrou-se na mesma situação, tendo feito parte de Escânia mas permanecido na Dinamarca após o tratado.
Entre 1808 e 1814, Anholt foi ocupada pelo Reino Unido na sequência das guerras napoleónicas. Os britânicos tentaram restaurar o farol da ilha. A Dinamarca tentou reocupar a ilha na batalha de Ahnolt (ocorrida em 27 de Março de 1811), mas as forças britânicas superaram as dinamarquesas, causando grande número de vítimas entre estas. Um monumento celebrando a batalha encontra-se hoje na vila de Anholt.

## Geografia
A ilha situa-se no Categate, um estreito que separa o leste da Dinamarca do oeste da Suécia. Pode ser visitada usando o ferry-boat que parte de Grenå. Possui uma pequena vila no centro, um porto, construído em 1902, na ponta noroeste e um farol na ponta leste.
A zona leste da ilha é conhecida como sendo a maior zona desértica do norte da Europa: centenas de anos de desflorestação para uso de lenha no farol levaram a uma paisagem exposta à erosão, rica em vegetação rasteira e líquenes.
A ponta leste da ilha alberga uma das maiores colónias de focas na Dinamarca e é uma zona protegida, não sendo permitida a entrada de visitantes.